# コーカサスブナ
コーカサスブナ（学名:Fagus orientalis）は、ブナ科の落葉性広葉樹の一種である。高さ最大45ｍ・直径1.5mになる高木で、黒海南岸から東岸・カスピ海西岸から南岸に自生する。ヨーロッパブナと自生地が重なるバルカン半島およびトルコでは、ヨーロッパブナとの雑種が見られる。